# Redlands (Colorado)
Redlands é uma Região censo-designada localizada no estado americano de Colorado, no Condado de Mesa.

## Demografia
Segundo o censo americano de 2000, a sua população era de 8043 habitantes.

## Geografia
De acordo com o United States Census Bureau tem uma área de
40,3 km², dos quais 38,6 km² cobertos por terra e 1,7 km² cobertos por água.

## Localidades na vizinhança
O diagrama seguinte representa as localidades num raio de 32 km ao redor de Redlands.